# Comuna Pisocina, Mîkolaiiv
Pisocina (în ucraineană Пісочна) este o comună în raionul Mîkolaiiv, regiunea Liov, Ucraina, formată din satele Cernîțea, Naditîci și Pisocina (reședința).

## Demografie
Componența lingvistică a comunei Pisocina
     Ucraineană (99,6%)
     Alte limbi (0,32%)
Conform recensământului din 2001, majoritatea populației comunei Pisocina era vorbitoare de ucraineană (99,6%), existând în minoritate și vorbitori de alte limbi.